# LBRY
LBRY é uma rede blockchain de código aberto que permite o pagamento e compartilhamento de arquivos. É utilizada por diversas plataformas descentralizadas, incluindo redes sociais e plataformas de vídeo, para disponibilizar conteúdo aos usuários. Através da tecnologia blockchain, a LBRY proporciona um ambiente seguro e transparente para a distribuição e monetização de conteúdo digital, permitindo que os criadores sejam recompensados de forma justa pelos seus trabalhos.
As plataformas de vídeo construídas no LBRY, como o Odysee, são consideradas alternativas descentralizadas ao YouTube. O Odysee realiza uma moderação leve do conteúdo, seguindo as diretrizes da comunidade. O site exclui vídeos que contenham pornografia, promoção de violência e terrorismo. No entanto, é importante ressaltar que os vídeos excluídos ainda estão disponíveis no armazenamento de dados blockchain da plataforma. O CEO da LBRY é Jeremy Kauffman, um ativista libertário que se inspirou para criar a LBRY para "fornecer às pessoas opções de conteúdo", , criticando implicitamente as restrições e limitações impostas pelo YouTube .

## História
Foi criado para permitir que os usuários publiquem, acessem e monetizem seu próprio conteúdo sem a necessidade de intermediários tradicionais, como plataformas de streaming centralizadas.
A origem do protocolo LBRY remonta a 2015, quando Jeremy Kauffman e Mike Vine, fundadores da LBRY Inc., conceberam a ideia de criar uma plataforma de compartilhamento de conteúdo descentralizada baseada em blockchain. Eles queriam criar uma alternativa às grandes empresas de tecnologia, que frequentemente censuram ou controlam o acesso a conteúdo.
Em julho de 2016, a LBRY lançou sua versão beta pública. O protocolo permite que os usuários façam upload de qualquer tipo de conteúdo digital, como vídeos, músicas, livros e muito mais.  O conteúdo é armazenado na rede LBRY e distribuído de forma descentralizada por meio de uma rede ponta-a-ponta (P2P).

Uma das características distintivas do protocolo LBRY é o seu sistema de recompensas. Os usuários podem receber créditos LBRY (LBC) por assistir, compartilhar ou recomendar conteúdo. Esses créditos podem ser trocados por outras criptomoedas ou usados para apoiar diretamente os criadores de conteúdo que estão publicando na plataforma.

## Conteúdo e usuários
Os sites de compartilhamento de vídeos da plataforma LBRY são constantemente descritos como uma alternativa ao YouTube. O conteúdo disponível na LBRY abrange uma ampla variedade de tipos, incluindo vídeos, música, ebooks e muito mais. Como é uma plataforma descentralizada, o conteúdo é publicado pelos próprios usuários e criadores de conteúdo, o que significa que pode variar significativamente em termos de qualidade e assunto.
A plataforma LBRY experimentou um notável aumento de popularidade no final de 2020 e início de 2021. Segundo a LBRY, Inc., as inscrições de novos usuários em janeiro de 2021 aumentaram em impressionantes 250% em relação ao mês anterior.
Nathaniel Popper, em um artigo para o The New York Times, relatou que muitos desses novos usuários pareciam ser apoiadores do ex-presidente dos Estados Unidos, Donald Trump, e defensores dos direitos das armas que haviam sido suspensos do YouTube.
Robert Hackett e David Z. Morris, em um artigo para a Fortune, destacaram que esse aumento de interesse na LBRY e outras plataformas baseadas em blockchain foi impulsionado pela decisão do Twitter e outras redes sociais populares de banir Trump e diversos outros usuários após o ataque ao Capitólio dos Estados Unidos em 2021 .
A partir de abril de 2021, o Odysee hospedava 10 milhões de vídeos, sendo o mais visualizado um vídeo que questionava a segurança das vacinas contra a COVID-19. Um relatório de maio de 2021 do The Guardian encontrou "dezenas de vídeos extremistas" na plataforma Odysee que promoviam teorias conspiratórias antissemitas, glorificavam Adolf Hitler e outros nazistas, compartilhavam desinformação sobre a COVID-19 e retratavam encontros e comícios de grupos extremistas, incluindo o partido nacionalista branco e antissemita National Justice e o movimento neo-nazista Nordic Resistance Movement.

## Moderação
A moderação no LBRY, uma plataforma de compartilhamento de conteúdo descentralizada baseada em blockchain, é realizada por meio de um sistema automatizado chamado "Claims" e também por intervenção humana.
No LBRY, os usuários têm a capacidade de publicar conteúdo na plataforma através de "reivindicações" (claims) que são registradas em uma blockchain. Essas reivindicações podem conter diferentes tipos de conteúdo, como vídeos, áudio, imagens e documentos.
As diretrizes da plataforma  proíbem conteúdo que inclua pornografia e promoção de violência ou terrorismo.
O sistema de moderação do LBRY utiliza algoritmos automatizados para detectar e filtrar conteúdo ilegal ou inadequado. Isso inclui medidas para identificar e remover material que viole direitos autorais, seja considerado ilegal ou vá contra as diretrizes de uso da plataforma.
Além disso, a comunidade do LBRY pode participar do processo de moderação ao denunciar conteúdo problemático. Quando um usuário encontra uma reivindicação com conteúdo inadequado, ele pode relatar o problema e fornecer informações adicionais para ajudar na avaliação do conteúdo.
É importante ressaltar que o conteúdo que viola as regras pode ser removido do Odysee, mas a plataforma mantém o canal e o conteúdo no lugar, permitindo que sejam compartilhados. No entanto, esses conteúdos são ocultados dos resultados de pesquisa e canais de navegação, tornando-os mais difíceis de serem encontrados.